# Xã Batson, Quận Johnson, Arkansas
Xã Batson (tiếng Anh: Batson Township) là một xã thuộc quận Johnson, tiểu bang Arkansas, Hoa Kỳ. Năm 2010, dân số của xã này là 219 người.